# بخش‌های دپارتمان لوت
بخش‌های دپارتمان لوت (انگلیسی: Arrondissements of the Lot department) شامل ۳ بخش به شرح زیر است:
1. بخش کاور با ۱۰۵ کمون (فرانسه) و جمعیت ۷۶ هزار نفر در سال ۲۰۱۳ می‌باشد.
2. بخش فیژک با ۱۱۸ کمون (فرانسه) و جمعیت ۵۴ هزار نفر در سال ۲۰۱۳ می‌باشد.
3. بخش گوردون با ۹۹ کمون (فرانسه) و جمعیت ۴۳ هزار نفر در سال ۲۰۱۳ می‌باشد.